# Via Bolognese

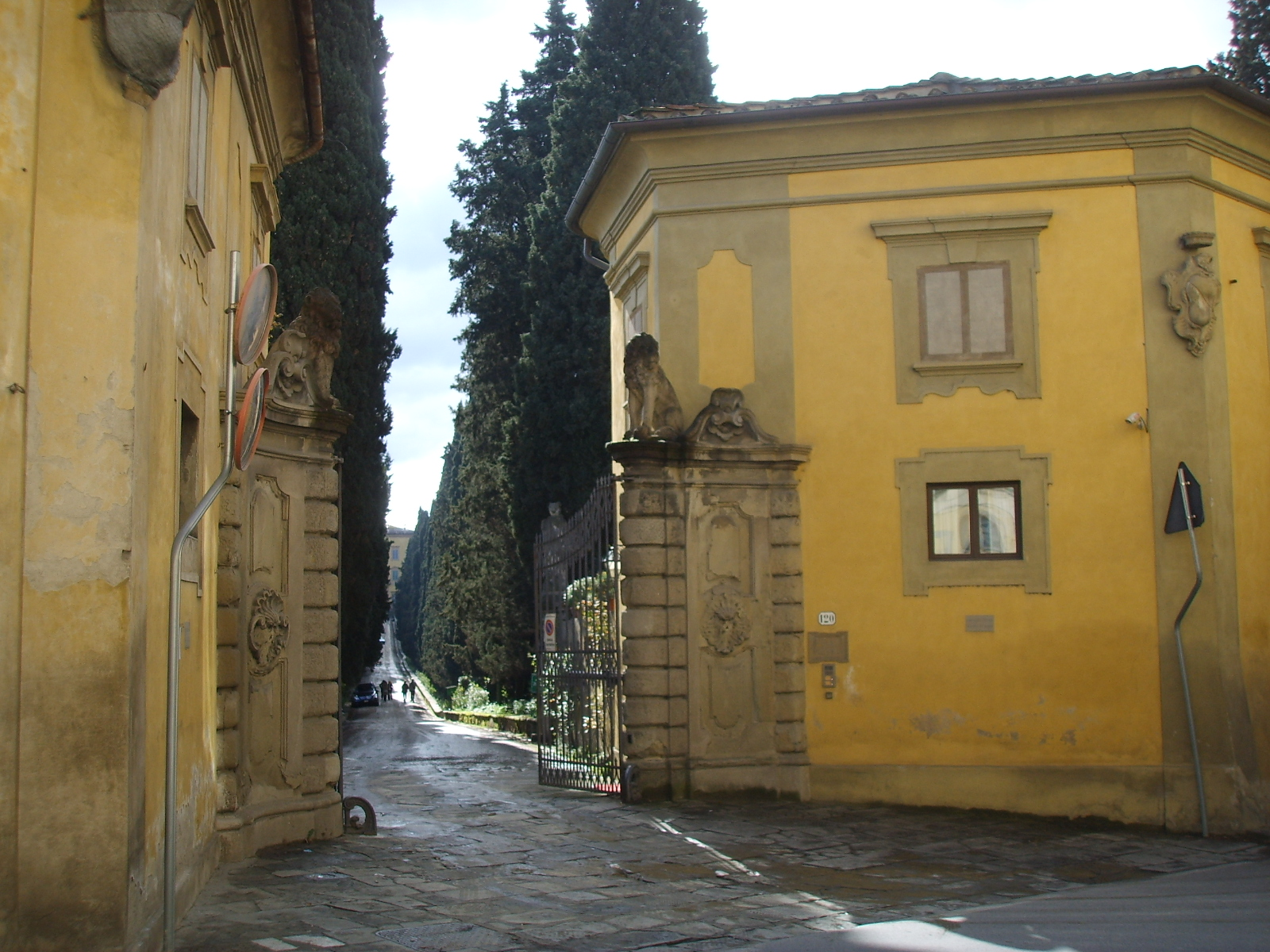
L'ingresso di Villa La Pietra

Via Bolognese è una lunga via collinare che attraversa il comune di Firenze per proseguire per il Mugello e il passo della Futa lungo la strada che anticamente era il migliore collegamento con Bologna prima della creazione dell'autostrada A1. Nel tratto fiorentino la strada va dal ponte Rosso a Trespiano.

## Descrizione
La zona collinare è ricca di ville signorili e vi si trovano anche alcune architetture religiose, come la chiesa di Santa Maria del Pellegrino (o del Suffragio), che devi il suo nome alla zona che era la porta di accesso per pellegrini, mercanti e viaggiatori lungo la deviazione della Francigena che passava da Firenze. 
Sul primo tratto in salita, ancora poco distante da piazza della Libertà, si trova sulla sinistra (al 17) l'accesso al Giardino dell'Orticoltura, celebre soprattutto per la serra-tepidario del 1880, l'unica del genere a Firenze. Oltre la ferrovia, che passa sotto via Bolognese con un tunnel, il giardino prosegue con l'appendice del Giardino degli orti del Parnaso, dalla notevole vista panoramica, decorato da una singolare fontana a forma di serpente che sembra scendere dalla scalinata, secondo uno stile fantasioso ed eclettico, che ricorda il modernismo catalano.
Al numero 67 invece si trova la memoria infausta della cosiddetta villa Triste, sede delle deportazioni e torture dei presunti oppositori al regime durante l'occupazione nazista del 1943-44.
L'edificio più significativo della strada è forse villa La Pietra, straordinaria dimora signorile, costruita nel XV secolo per i Capponi, dove risiedette anche Gino Capponi. La villa, circondata da uno scenografico giardino e parco, visse anni di splendore durante l'epoca di Harold Acton, storico e scrittore britannico che vi visse fino alla sua morte nel 1994. Alla sua scomparsa lasciò la villa alla New York University, che ancora oggi la possiede, anche se il testamento è stato contestato da una sorella, rivelata dall'analisi del DNA, di Acton.
Vicino si trova anche un'altra villa già dei Capponi, villa Colletta, che prese il nome attuale dopo che vi visse a lungo lo storico Pietro Colletta, ospite di Gino Capponi.
Poco più avanti si trova l'accesso alla notevole villa Salviati, edificata da Giuliano da Sangallo e più volte rimaneggiata, che è stata acquistata nel 2000 dallo Stato italiano e, al termine di un capillare restauro (stimato all'ottobre 2009), sarà destinata a sede degli Archivi Storici dell'Unione Europea. Dai Salviati questa zona prende anche il nome di collina del "Salviatino".
Villa Finaly appartiene all'Università di Parigi, che possiede anche l'attigua villa dello Spedaluzzo. Ricca di memorie storiche è la villa La Loggia, dove risiedette Brunetto Latini e i Pazzi meditarono la congiura contro i Medici.
Al borgo della Lastra la strada si biforca in via Bolognese "Nuova" (a destra) e "Vecchia" (a sinistra), per consentire il transito a doppia corsia. Nella via vecchia si affacciano ancora villa La Torretta, villa Letizia, villa Fiorale e villa del Cupolino.
A Trespiano le due vie si ricongiungono. Nel sobborgo, oltre al gigantesco cimitero, si trova anche la chiesa di Santa Lucia a Trespiano, attestata prima dell'anno Mille, e il sito del settecentesco cimitero delle Ballodole, a circa un miglio di distanza dal cimitero moderno.
In via Bolognese è presente il consolato del Portogallo.